# サイイド
サイイド（アラビア語: سيّد Sayyid）は、イスラーム圏で使用される尊称。複数形はサーダ（アラビア語：سادة, Sādah ないしは Sāda）。ペルシャ語などでは、セイエド、セイイェド（seyyed سید）とも。

## 概要
「Mrs.」または「Ms.」に相当する敬称としても使われるこの語の女性形はサイイダ（アラビア語：سيّدة, Sayyidah ないしは Sayyida）。
アラビア語名詞としては「主人」「君主」「名士、重鎮」という意味があり、部族集団の重要人物、主君などに対して使用される。かつては奴隷やマワーリーが主人に、妻が夫に対して「サイイド」という尊称を使用していた。
現代アラブ諸国では英語における成人男性の敬称「Mister」の訳語としても多用されている。
サイイドの敬称は預言者ムハンマドの直系子孫と一部の傍系親族を指す一般的な尊称としてアラブ諸国に限らずイスラーム共同体内で広く使用されている。これらの一族を指して、日本のイスラーム関連の研究者の間では「聖裔家」「聖裔」と表記する場合もある。本項では、ムハンマドの直系子孫と傍系親族を指すサイイドの称号を解説する。
なお、語形が違うためサイードと発音することはアラビア語としては誤読に当たる。

## サイイドの範囲
イラン周辺・イラク・中央アジアなどの地域では、特に預言者ムハンマドの娘ファーティマとカリフ・アリーの息子であるハサンとフサインの男系（および場合によっては女系も含めた）の後裔たちを言う。10世紀末には、サイイドがムハンマドの一族を指す尊称として使用されていたことが確認されている。編み込んだ2本の髪の房や緑色のターバンなどで、サイイドたちは自らの血統を表した。
サイイドに含まれる血族の範囲については様々な意見があり、時代や地域によって差異がある。初期はムハンマドの叔父であるアブー・ターリブの子孫を指していたが、時代が経つにつれてファーティマとアリーの間に生まれた2人の子供の子孫に限定されていったと考えられている。通常サイイドの血統は父方のみを通して伝えられるとされ、ムハンマドら祖先から継承した美徳はシーア派、民衆的スーフィズム（神秘主義）の信奉者に崇拝された。ムハンマドの精神的な系譜に連なることを主張するためサイイドを称したスーフィーは多く、預言者が帯びる男気（futūwa）にあやかってサイイドを称する任侠の徒も少なからずいた。サイイドがムハンマドやアリーら父祖から継承するものは美徳といった内面的なものだけでなく、外見にも及ぶと考えられ、祖先の生き写し（al-shabīh）と仇名された者もいた。
女性であるファーティマを経た変則的な血統の継承は、しばしば母系からのサイイドの血統の相伝が可能であるか否かという議論を引き起こし、母系からの相伝が認められた例もある。中央アジアに存在したウズベク国家のヒヴァ・ハン国、ブハラ・ハン国、コーカンド・ハン国の王家は19世紀の時点でサイイドを自称していたが、いずれの王家も母方を通してムハンマドの血統を継いでいる点を根拠としていた。ファーティマとアリーの直系子孫を「ムハンマドの一族」として特別視する人々はハディース（伝承）を取り上げて、ムハンマドの血統が女性であるファーティマを介した点の合理化を試みた。また、サイイドと非サイイドとの結婚に際して血統の釣り合いを重視するイスラーム法の規定がしばしば問題となり、結婚に異議が唱えられることもある。
|  |  |  |  |  |  |                  |                  |                  |                  |                  |                  | アブドゥルムッタリブ |  |  |  |  |  |                  |                  |                  |                  |                  |                  |  |  |              |              |              |              |              |              |  |  |          |          |          |          |          |          |  |  |  |  |  |  |  |  |  |  |  |  |
|  |  |  |  |  |  |                  |                  |                  |                  |                  |                  |                      |  |  |  |  |  |                  |                  |                  |                  |                  |                  |  |  |              |              |              |              |              |              |  |  |          |          |          |          |          |          |  |  |  |  |  |  |  |  |  |  |  |  |
|  |  |  |  |  |  |                  |                  |                  |                  |                  |                  |                      |  |  |  |  |  |                  |                  |                  |                  |                  |                  |  |  |              |              |              |              |              |              |  |  |          |          |          |          |          |          |  |  |  |  |  |  |  |  |  |  |  |  |
|  |  |  |  |  |  | アブドゥッラーフ | アブドゥッラーフ | アブドゥッラーフ | アブドゥッラーフ | アブドゥッラーフ | アブドゥッラーフ |                      |  |  |  |  |  | アブー・ターリブ | アブー・ターリブ | アブー・ターリブ | アブー・ターリブ | アブー・ターリブ | アブー・ターリブ |  |  |              |              |              |              |              |              |  |  |          |          |          |          |          |          |  |  |  |  |  |  |  |  |  |  |  |  |
|  |  |  |  |  |  | アブドゥッラーフ | アブドゥッラーフ | アブドゥッラーフ | アブドゥッラーフ | アブドゥッラーフ | アブドゥッラーフ |                      |  |  |  |  |  | アブー・ターリブ | アブー・ターリブ | アブー・ターリブ | アブー・ターリブ | アブー・ターリブ | アブー・ターリブ |  |  |              |              |              |              |              |              |  |  |          |          |          |          |          |          |  |  |  |  |  |  |  |  |  |  |  |  |
|  |  |  |  |  |  |                  |                  |                  |                  |                  |                  |                      |  |  |  |  |  |                  |                  |                  |                  |                  |                  |  |  |              |              |              |              |              |              |  |  |          |          |          |          |          |          |  |  |  |  |  |  |  |  |  |  |  |  |
|  |  |  |  |  |  | ムハンマド       | ムハンマド       | ムハンマド       | ムハンマド       | ムハンマド       | ムハンマド       |                      |  |  |  |  |  | アリー           | アリー           | アリー           | アリー           | アリー           | アリー           |  |  | ジャアファル | ジャアファル | ジャアファル | ジャアファル | ジャアファル | ジャアファル |  |  | アキール | アキール | アキール | アキール | アキール | アキール |  |  |  |  |  |  |  |  |  |  |  |  |
|  |  |  |  |  |  | ムハンマド       | ムハンマド       | ムハンマド       | ムハンマド       | ムハンマド       | ムハンマド       |                      |  |  |  |  |  | アリー           | アリー           | アリー           | アリー           | アリー           | アリー           |  |  | ジャアファル | ジャアファル | ジャアファル | ジャアファル | ジャアファル | ジャアファル |  |  | アキール | アキール | アキール | アキール | アキール | アキール |  |  |  |  |  |  |  |  |  |  |  |  |
|  |  |  |  |  |  | ファーティマ     |                  |                  |                  |                  |                  |                      |  |  |  |  |  |                  |                  |                  |                  |                  |                  |  |  |              |              |              |              |              |              |  |  |          |          |          |          |          |          |  |  |  |  |  |  |  |  |  |  |  |  |
|  |  |  |  |  |  |                  |                  |                  |                  |                  |                  |                      |  |  |  |  |  |                  |                  |                  |                  |                  |                  |  |  |              |              |              |              |              |              |  |  |          |          |          |          |          |          |  |  |  |  |  |  |  |  |  |  |  |  |
|  |  |  |  |  |  |                  |                  |                  |                  |                  |                  |                      |  |  |  |  |  |                  |                  |                  |                  |                  |                  |  |  |              |              |              |              |              |              |  |  |          |          |          |          |          |          |  |  |  |  |  |  |  |  |  |  |  |  |
|  |  |  |  |  |  |                  |                  |                  |                  |                  |                  |                      |  |  |  |  |  |                  |                  |                  |                  |                  |                  |  |  |              |              |              |              |              |              |  |  |          |          |          |          |          |          |  |  |  |  |  |  |  |  |  |  |  |  |
|  |  |  |  |  |  | ハサン           | ハサン           | ハサン           | ハサン           | ハサン           | ハサン           |                      |  |  |  |  |  | フサイン         | フサイン         | フサイン         | フサイン         | フサイン         | フサイン         |  |  |              |              |              |              |              |              |  |  |          |          |          |          |          |          |  |  |  |  |  |  |  |  |  |  |  |  |

## ムハンマドの子孫に対する他の尊称
預言者ムハンマドの子孫の尊称としては、他にシャリーフ、ミールやハビーブなどが知られている。サイイドと同じ意味を持ち、「血統の高貴さを備える者」を意味するシャリーフの語は10世紀半ばから使われ、モロッコなどでは主にシャリーフが使われている。10世紀頃にはアッバース家の人間はシャリーフと呼ばれていたが、アッバース朝の滅亡などを経て、アッバース家の人間はシャリーフと見なされなくなった。アラビア半島のヒジャーズ地方ではフサインの子孫をサイイド、ハサンの子孫をシャリーフと呼んで区別している。また、中央アジアにおいては、サイイドはしばしばムハンマドの血を引かないカリフの末裔であるホージャと混同される。
尊称の一つとであるシャリーフ（アラビア語: شريف、Sharīf）は「高貴なもの」を意味する言葉で、高貴な人物や事物に対して一般的に用いられる。16世紀以降のモロッコに成立したサアド朝、アラウィー朝では君主はシャリーフに限られ、彼らの血統、彼らがもたらすバラカ（恩寵）が重要視されている。また、モロッコではシャリーフに対して「ムーレイ（Moulay）」という尊称が使われている。ムーレイはアラビア語の「マウラー（支配者、主人）」に由来する口語表現で「私の主人」を意味し、国王、学者、聖者などシャリーフの中でも特に優れた人物や地位の高い人物に対して使われる。

## サイイドの役割、特権
各地に分散するサイイドの公的な長であるナキーブはサイイドの系譜を管理し、サイイドを詐称する者を排除する役割を担っていた。ナキーブにはサイイドたちの行動を監督する役割があり、独自の法廷を有していた。サイイドの血統の認定にあたっては、当のサイイドが所有する系譜、系譜学者の見解、同行者の証言が証拠として使用され、中でも口頭の証言が重要視されていた。血統の審査の過程でサイイド偽称者と見なされた人間は頭を剃られてサイイドの印である髪の房を切り落とされ、額に焼きごてを当てられて処罰された。
一般の人々にはサイイドに敬意を表すことが求められ、サイイドには血統にふさわしい謙虚な振る舞い、血統を汚さない行為が義務付けられている。ムハンマドの子孫であるサイイドは他のムスリムから尊敬を受けるだけでなく、免税、刑罰の軽減などの様々な特権にあやかることができた。時には貧しいサイイドの救済が、ワクフ（寄進財産）の用途に設定されることもあった。ティムール朝に確立されたサドル職はイスラーム指導者の最上位層に置かれ、サイイドのみが就任する資格を有していた。しかし、サイイドに給付される年金の額は通常少額であり、免税特権も常に認められているわけではなかった。また、年金や免税による国家財政の負担を軽減するため、ナキーブなどを中心とした国家的な偽称者の摘発がしばしば行われた。
サイイドの特殊性、優越性は常に受け入れられていたわけではなく、サイイドと政治的に対立する人間、ムスリムの平等を主張する人間からは否定されることもあった。